# Alexanderstraße 33 (Darmstadt)
Das Haus Alexanderstraße 33 (ehemals: Ballonplatz 7) ist ein Bauwerk in Darmstadt.

## Geschichte und Beschreibung
Das Haus Alexanderstraße 33 wurde um das Jahr 1600 erbaut.
Das Gebäude besitzt drei Fensterachsen und einen schlichten Renaissance-Giebel.
Aus der Entstehungszeit des Gebäudes stammt wahrscheinlich die seitlich nicht überbaute Toreinfahrt.
Die Tür in der Toreinfahrt wurde wahrscheinlich nachträglich eingebaut.

## Denkmalschutz
Das Haus Alexanderstraße 33 ist ein typisches Beispiel für den Renaissancebaustil in Darmstadt.
Das Gebäude – aus der ersten Alten-Vorstadt-Bauphase – ist in seiner ursprünglichen Form erhalten geblieben.
Aus architektonischen und stadtgeschichtlichen Gründen gilt das Gebäude als Kulturdenkmal.

## Das HausAlexanderstraße 33heute
Im Erdgeschoss befindet sich eine Gaststätte (Indian Spicy, ehemals Bayrischer Hof).
In den oberen Etagen befinden sich Wohnungen.